# Тугнуйский заказник
Тугну́йский заказник — государственный природный заказник регионального значения. Создан 25 февраля 1977 года постановлением Совета министров Бурятской АССР № 70.
Находится в Мухоршибирском районе Республики Бурятии в 10 км в северном направлении от села Мухоршибирь. Участок расположен на землях лесного фонда и землях сельскохозяйственного назначения. Заказник является одним из двух «степных» заказников республики. Объектами охраны являются: дрофа, журавли, водоплавающие птицы, сурок-тарбаган, чёрный аист, сапсан, степной орёл, журавль-красавка, кот манул, серый журавль, тушканчик-прыгун, корсак, даурский ёж. Имеются виды, занесённые в Красную книгу Бурятии. Также на территории заказника обитают разнообразные виды водоплавающих и околоводных птиц: утки, кулики, гуси, лебедь-кликун, бородатая куропатка.
Общая площадь заказника — 39 360 гектаров, из них водной поверхности — 5400 гектаров.
Растительный покров представлен смешанными злаками, в котором господствуют ковыли. Встречаются экземпляры карликовой караганы. Из злаков произрастают полевица, овёс, мятлик. Лесной фонд отсутствует.
По долине реки Тугнуй имеются несколько небольших озёр, из которых озеро Хатагор входит в заказник и является водохранилищем Тугнуйской долины и одним из мест основных путей миграции перелётных птиц.